# ユジノハンダサ駅
ユージナヤハンダサ駅（ユージナヤハンダサえき、ロシア語: ст. Южная Хандаса）は、ロシア連邦サハリン州スミルヌィフ管区ユージナヤハンダサにあるロシア鉄道コルサコフ-ノグリキ線の駅である。駅の約3.5 km北方には50度線（日露国境跡）がある。

## 歴史
1975年、コルサコフ-ノグリキ線 ポページノ駅 - ティモウスク駅間開通により設置された。貨客駅で小口貨物取扱いを行っている。愛称付列車「サハリン」号（ユジノサハリンスク - ノグリキ間）は当駅に停車しない。 